# Néicer Reasco
Néicer Reasco Yano (23 de julio de 1977, San Lorenzo, Provincia de Esmeraldas, Ecuador) es un exfutbolista ecuatoriano, uno de los laterales diestros más representativos de la historia futbolística de su país, y que ha sido escogido dos veces en el Equipo Ideal de América en los años 2009 y 2011. Jugaba mayormente como carrilero por la banda diestra aunque sus inicios en Liga Deportiva Universitaria los hizo como lateral izquierdo. Desde septiembre del 2018, es asistente técnico de Darío Tempesta.

## Trayectoria
Con el equipo capitalino de Liga Deportiva Universitaria ha ganado 5 títulos nacionales, 1 de Serie B y 3 títulos internacionales desde que se unió al club en 1997.
En el 2001 pasó por Argentina, al fichar por Newell's Old Boys. A mitad de ese mismo año regresó a Liga Deportiva Universitaria, club con el que consiguió el ascenso a la Serie A. 
Fue parte de la selección ecuatoriana a lo largo de las eliminatorias rumbo a Alemania 2006.
Formó parte del plantel de la selección ecuatoriana, que jugó el mundial de Alemania 2006, jugando 3 de los 4 partidos (contra Polonia, Costa Rica e Inglaterra). En el Mundial del 2006, curiosamente jugó de marcador izquierdo, dejando la banda derecha al legendario Ulises de la Cruz.
A mediados del 2006 fichó por el club São Paulo FC, en el equipo brasileño formó parte del plantel que ganó los títulos de las temporadas 2006 y 2007. En Brasil sufrió dos lesiones graves, una en 2006 y otra en 2007, que no le permitieron actuar regularmente para su club. 
En el 2008, vuelve a la selección ecuatoriana de la mano de Sixto Vizuete, volviéndose a lesionar en un partido oficial contra Bolivia por las eliminatorias rumbo a Sudáfrica 2010. A mediados de 2008, retorna a Liga Deportiva Universitaria, club con el que consiguió el segundo lugar en la Copa Mundial de Clubes de la FIFA. En 2009, consigue con Liga la Recopa Sudamericana y la Copa Sudamericana, y en 2010 la segunda Recopa Sudamericana y el décimo título nacional para Liga.
Es el jugador con el mayor número de partidos jugados en Liga Deportiva Universitaria, con un total de 672 en todas las competiciones (Serie A, Serie B, Copa Libertadores, Copa Sudamericana, Recopa Sudamericana, Mundial de Clubes, Copa Conmebol y Copa Suruga).

## Récord
El 12 de noviembre de 2016 fue un día que Reasco, de 38 años, seguramente no olvidará, ya que 'Ney' jugó con su hijo Djorkaeff Reasco, de 17 años. Ambos compartieron apenas un puñado de minutos, porque el delantero juvenil fue expulsado por un planchazo ante Stiven Zamora. En el fútbol ecuatoriano, solo hay un antecedente de padres e hijos que han jugado juntos. Anteriormente, ya lo habían hecho Carlos Javier Caicedo y Romario Caicedo en Olmedo de Riobamba.

## Clubes
| Club               | País      | Año         |
| ------------------ | --------- | ----------- |
| Liga de Quito      | Ecuador   | 1997 - 2000 |
| Newell's Old Boys  | Argentina | 2001        |
| Liga de Quito      | Ecuador   | 2001 - 2006 |
| São Paulo          | Brasil    | 2006 - 2008 |
| Liga de Quito      | Ecuador   | 2008 - 2016 |
| Aucas              | Ecuador   | 2017        |
| Atlético Saquisilí | Ecuador   | 2018        |

## Estadísticas
Datos actualizados a fin de carrera deportiva.
| Liga de Quito · Ecuador |               |               |     |    |   |     |     |     |     |    |
| 1.ª | 1997          | 26            | 6   | -  | - | -   | -   | 26  | 6   |    |
| 1.ª | 1998          | 35            | 2   | -  | - | -   | -   | 35  | 2   |    |
| 1.ª | 1999          | 27            | 2   | -  | - | 7   | 1   | 34  | 3   |    |
| 1.ª | 2000          | 31            | 1   | -  | - | 6   | 0   | 37  | 1   |    |
| 2.ª | 2001          | 17            | 0   | -  | - | -   | -   | 17  | 0   |    |
| 1.ª | 2002          | 37            | 0   | -  | - | -   | -   | 37  | 0   |    |
| 1.ª | 2003          | 41            | 5   | -  | - | 4   | 0   | 45  | 5   |    |
| 1.ª | 2004          | 39            | 3   | -  | - | 16  | 1   | 55  | 4   |    |
| 1.ª | 2005          | 49            | 4   | -  | - | 14  | 2   | 63  | 3   |    |
| 1.ª | 2006          | 13            | 1   | -  | - | 10  | 0   | 23  | 1   |    |
| 1.ª | 2008          | 7             | 3   | -  | - | 3   | 0   | 10  | 3   |    |
| 1.ª | 2009          | 33            | 4   | -  | - | 18  | 1   | 51  | 5   |    |
| 1.ª | 2010          | 37            | 4   | -  | - | 8   | 1   | 45  | 5   |    |
| 1.ª | 2011          | 37            | 3   | -  | - | 19  | 1   | 56  | 4   |    |
| 1.ª | 2012          | 38            | 2   | -  | - | -   | -   | 38  | 2   |    |
| 1.ª | 2013          | 22            | 1   | -  | - | 2   | 0   | 24  | 1   |    |
| 1.ª | 2014          | 27            | 0   | -  | - | -   | -   | 10  | 3   |    |
| 1.ª | 2015          | 22            | 0   | -  | - | 3   | 1   | 25  | 1   |    |
| 1.ª | 2016          | 9             | 0   | -  | - | 2   | 0   | 11  | 0   |    |
| 1.ª | Total club    | 547           | 41  | 0  | 0 | 112 | 8   | 659 | 49  |    |
| C. A. Newell's Old Boys Argentina |               |               |     |    |   |     |     |     |     |    |
| 1.ª | 2000-01       | 11            | 0   | -  | - | -   | -   | 11  | 0   |    |
| 1.ª | Total club    | 11            | 0   | 0  | 0 | 0   | 0   | 11  | 0   |    |
| São Paulo F. C. |               |               |     |    |   |     |     |     |     |    |
| 1.ª | 2006          | 1             | 0   | -  | - | -   | -   | 1   | 0   |    |
| 1.ª | 2007          | 5             | 0   | 3  | 0 | 3   | 0   | 11  | 0   |    |
| 1.ª | Total club    | 6             | 0   | 3  | 0 | 3   | 0   | 12  | 0   |    |
| S. D. Aucas |               |               |     |    |   |     |     |     |     |    |
| 2.ª | 2017          | 44            | 2   | -  | - | -   | -   | 44  | 2   |    |
| 2.ª | Total club    | 44            | 2   | -  | - | -   | -   | 44  | 2   |    |
| Total carrera | Total carrera | Total carrera | 608 | 43 | 3 | 0   | 115 | 8   | 726 | 51 |
| (1) Incluye datos del Campeonato Paulista (2007). (2) Incluye datos de la Copa Libertadores (1999, 2000, 2004, 2005, 2006, 2007, 2009, 2011, 2013, 2016); Copa Sudamericana (2002, 2003, 2004, 2005, 2008, 2009, 2010, 2011, 2015); Copa Mundial de Clubes de la FIFA (2008); Recopa Sudamericana (2009, 2010). (3) No incluye goles en partidos amistosos. |               |               |     |    |   |     |     |     |     |    |

## Selección nacional
Fue internacional con la Selección de Ecuador en la Copa Mundial de Fútbol de 2006 en Alemania y en las Copas América 2004, 2007 y 2011.

### Participaciones enCopas del Mundo
| Mundial                  | Sede     | Resultado        | PJ | GA | Asis |
| ------------------------ | -------- | ---------------- | -- | -- | ---- |
| Mundial de Alemania 2006 | Alemania | Octavos de final | 3  | 0  | 0    |

### Participaciones enCopas América
| Torneo                 | Sede                   | Resultado              | PJ | GA | Asis |
| ---------------------- | ---------------------- | ---------------------- | -- | -- | ---- |
| Copa América 2004      | Perú                   | Fase de grupos         | 3  | 0  | 0    |
| Copa América 2007      | Venezuela              | Fase de grupos         | 2  | 0  | 0    |
| Copa América 2011      | Argentina              | Fase de grupos         | 3  | 0  | 0    |
| Total en Copas América | Total en Copas América | Total en Copas América | 8  | 0  | 0    |

### Participaciones enEliminatorias al Mundial
| Eliminatoria                                | Sede del Mundial       | Posición               | Resultado   | PJ | GA | Asis |
| ------------------------------------------- | ---------------------- | ---------------------- | ----------- | -- | -- | ---- |
| Eliminatorias Mundial de Corea y Japón 2002 | Corea del Sur y Japón  | 2°lugar 31pts          | Clasificado | 1  | 0  | 0    |
| Eliminatorias Mundial de Alemania 2006      | Alemania               | 3°lugar 28pts          | Clasificado | 12 | 0  | 1    |
| Eliminatorias Mundial de Sudáfrica 2010     | Sudáfrica              | 6°lugar 23pts          | Eliminado   | 8  | 0  | 0    |
| Total en Eliminatorias                      | Total en Eliminatorias | Total en Eliminatorias | 2/3         | 21 | 0  | 1    |

## Palmarés

### Campeonatos nacionales
| Título                 | Club          | País    | Año    |
| ---------------------- | ------------- | ------- | ------ |
| Campeonato Ecuatoriano | Liga de Quito | Ecuador | 1998   |
| Campeonato Ecuatoriano | Liga de Quito | Ecuador | 1999   |
| Serie B                | Liga de Quito | Ecuador | 2001   |
| Campeonato Ecuatoriano | Liga de Quito | Ecuador | 2003   |
| Campeonato Ecuatoriano | Liga de Quito | Ecuador | A-2005 |
| Serie A                | São Paulo     | Brasil  | 2006   |
| Serie A                | São Paulo     | Brasil  | 2007   |
| Serie A                | São Paulo     | Brasil  | 2008   |
| Campeonato Ecuatoriano | Liga de Quito | Ecuador | 2010   |

### Campeonatos internacionales
| Título              | Club          | País           | Año  |
| ------------------- | ------------- | -------------- | ---- |
| Recopa Sudamericana | Liga de Quito | Quito          | 2009 |
| Copa Sudamericana   | Liga de Quito | Río de Janeiro | 2009 |
| Recopa Sudamericana | Liga de Quito | Quilmes        | 2010 |

### Distinciones individuales
| Título                            | Club           | País    | Año  |
| --------------------------------- | -------------- | ------- | ---- |
| Parte del Equipo Ideal de América | Liga de Quito. | Ecuador | 2009 |
| Parte del Equipo Ideal de América | Liga de Quito. | Ecuador | 2010 |
| Parte del Equipo Ideal de América | Liga de Quito. | Ecuador | 2011 |